# مس خریتسن
مس خریتسن (هلندی: Mees Gerritsen؛ زادهٔ ۱۵ سپتامبر ۱۹۳۹) دوچرخه‌سوار اهل هلند است.